# Фальковский, Адам Михайлович
Адам Михайлович Фальковский (6 (18) марта 1822 — 3 (15) января 1896) — московский адвокат, присяжный поверенный; почётный член Московского юридического общества.

## Биография
Родился в Вильно 6 (18) марта 1822 года. 
Окончил 2-е (физико-математическое) отделение философского факультета Московского университета (1844). Уже во время пребывания в университете, занимаясь педагогической деятельностью, он познакомился в доме графа Ф. И. Толстого со многими выдающимися общественными деятелями. Математик по специальности, он увлёкся социально-гуманитарными науками. Дальнейшая практическая деятельность в старых московских судебных установлениях познакомила его с юридико-политическими вопросами.
Служебная деятельность Фальковского началась в канцелярии Московского генерал-губернатора; в 1858 году он стал заседателем 2-го департамента Московского надворного суда, которое занимал до поступления в присяжные поверенные; в состав московских присяжных поверенных принят 6 мая 186 года. Как написал Фальковский в 1882 году 

«Великие реформы минувшего царствования и в особенности судебная, возвысили у нас значение права и вызвали усиленную деятельность для дальнейшей теоретической и практической разработки его и, наконец, настоятельную необходимость в преобразованиях многих частей отечественного законодательства, сообразно с изменившимися условиями народной жизни».— Первый съезд русских юристов. — М., 1883. — С. 275—276.
С возникновением первого русского московского юридического общества, вступил в него в 1865 году и до самой смерти являлся одним из его самых неутомимых и деятельных сотрудников, не пропуская в течение тридцати лет ни одного заседания; был секретарём общества. В 1874 году был избран почётным членом общества. В течение десяти лет редактировал печатный орган общества «Юридический Вестник».
В 1871—1875 годах А. М. Фальковский читал лекции на кафедре судоустройства и гражданского судопроизводства Московского университета в качестве приват-доцента.
В 1875 году принимал деятельное участие на первом Съезде русских юристов в Москве: был избран секретарём съезда. На съезде он прочитал совместно с М. П. Соловьёвым реферат: «Об издании гражданского уложения Российской Империи с изложением причин необходимости отмены местных сводов гражданских узаконений, и указанием основных положений, могущих служить к объединению в России гражданского права».
В течение 1877—1886 гг. Фальковский занимал в Московском университете кафедру гражданского судопроизводства и занимался адвокатской практикой.
Умер 3 (15) января 1896 года. Похоронен на кладбище Алексеевского женского монастыря.